# Mantšonyane
Mantšonyane è una circoscrizione del Lesotho, situata nel distretto di Thaba-Tseka.

## Infrastrutture
È sede di un aeroporto.

## Servizio sanitario
Nel 1963 la Chiesa anglicana istituì a Mantšonyane il St. James Hospital, che supervisiona sei centri e due presidi sanitari, una clinica e ospita 60 posti letto.